# Nagyzerind
Nagyzerind (vagy Nagyzerénd, románul: Zerind) falu Romániában, Arad megye északnyugati részén.

## Földrajzi áttekintés
A Fekete-Körös alsó szakasza mentén, a bal partján terül el, a Kétkörösközben.
Zsámboki János 1579-es mappájának egy térképén már szerepel a Körösköz megjelölés. A megnevezés kettős értelemben használatos. Tágabb értelemben a három Körös és Berettyó által közrezárt síkságot, szűkebb értelemben pedig a Fehér- és a Fekete-Körös közét jelenti. A középkorban Kétkörösköznek is nevezték, a 18. századtól az Erdőhát megnevezést is használták. Az erdőhegyi születésű Kerekes Ferenc a Lúdas Matyi kiadásához költött „elöljáró beszéd”-ében 1815-ben ezt írja: „Nekem egy szomszédom hozta Erdőhátról, vagy honnan…”.
Nagyzerind Köröskisjenőtől 12 kilométerre, Nagyszalontától, Arany János szülőhelyétől 24 kilométerre, Arad és Nagyvárad között félúton található. Magyarországról tekintve a Tiszántúlon fekszik.
A Körösközi-síkság a negyedidőszakban alakult ki, tavi és a folyóvízi lerakódások eredménye. Az akkori üledékek az egész síkságot befedik: agyag, agyagos homok, finomabb homok, kavics. Az utolsó két évszázadban épített vízgyűjtő, vízvédelmi rendszerek és öntözőcsatornák fokozták a Körösköz természetes feldaraboltságát. A terület sajátságos formája a zsombék, amely kis mélységű (30–40 cm) bemélyedésekből és szigetszerű kiemelkedésekből áll.
Nagyzerind és környezete éghajlatát tekintve mérsékelt szárazföldi, átmeneti jellegű, de az éghajlati viszonyokban óceáni, mediterrán és kelet-európai hatások is érvényesülnek. Átlaghőmérséklete + 10,1 °C, az átlagcsapadék pedig 600 mm körül van.
Zerinden az altalajvíz szintje 2–5 m mélység között változik, helyenként a földfelszínt is megközelíti.

### A Fekete-Körös szabályozása
A község a Fekete-Körös partján terül el, amely a Körösök közül Romániában a legnagyobb vízgyűjtő területtel rendelkezik (4476 km²).
A Körösök szabályozása 1613-ra nyúlik vissza, de csak 1823-ban született meg a partosítás terve, melyet 1843-tól kezdenek megvalósítani. Többször is megemelték a part magasságát, például 1970 után is, ekkor a part belső oldalát ki is betonozták.
A községre a legnagyobb veszélyt a tavaszi esőzések jelentik, amelyek egybeesnek a hegyvidéki hóolvadássokkal. Többször is fenyegetett árvízveszély (1970, 1974, 1980, 1998). 1879-ben, a víz be is tört a falu egy részébe. 1925-ben karácsonykor a Fehér-Körös fogta körbe a községet, majd 2000-ben Zerind határát öntötte el.

## Történelmi áttekintés

### Nevének eredete
Nagyzerénden él Arad megye legősibb, tősgyökeres magyarsága, annak ellenére, hogy történelmi-természeti pusztítások, falupusztulások, vissza- és újratelepülések sorozatát élte át.
Nagyzeréndet 1169-ben említették először.
A Zerind név megőrizte mindvégig ősi jellegét: 1169-ben villa Zerend, 1332–37-ben sacerdos de villa Zelend (Zerind falu papja), 1483-ban Zelend, 1512-ban Nagyzelend, 1552-ben kihangsúlyozzák nagyságát is: Nagy Zerend. 1567–79 között Nagyzerinde (török defter), 1771–ben Nagyzerind, 1828-ban Nagyzerénd, 1851-ben és 1913-ban Nagyzerind.
A község névadója, Tar Zerind, a lázadó Koppány édesapja, aki nemcsak somogyi, hanem bihari dukátus is volt. A község megnevezéséről egy népmonda is szól:
A környék ura egy vadászaton célba vett és megsebzett egy szarvast. Az uraság nagy szelindek kutyája üldözőbe vette, de nem bírta utolérni. Az üldözéstől kimerült szelindek a Körös vizét átúszva leheveredett a folyóparton és elpusztult. A gazdája azon a helyen kápolnát emeltetett, amelynek romjain a ma is álló templomunk áll. A nagy szelindek elpusztulásának helyét az emberek Nagy Szelindnek, azaz Nagyzerindnek nevezték el.

### Birtokviszonyok
A lakosság gyarapodását a jobbágytelki adatok is mutatják. 1552-ben 11 jobbágytelek volt a község birtokába. 1559-ben 9 család között oszlik meg 42 jobbágy telke, majd 1567-ben 46, 1579-ben 43 jobbágytelekről számolnak be a török defterek. Ebben az időben fejlett állattartás is jellemzi: sertéseken kívül, méhcsaládokat is tartanak, és 720 juhot írtak össze. 1720-ban a kamara 42 családot, 1742-ben 48-at, 1746-ban 71 családot tartottak számon. Az 1771-es úrbérrendezéskor 89 jobbágy, 19 házas, és 10 házatlan zsellér lakta. Az 1828-as összeíráskor a faluban 118 telkes jobbágy, 135 házas, 4 házatlan zsellér, 10 szolga és egy mesterember élt. 1851-ben Zerind határa 9162 holdból állt.
A 18–19. században Zerind város volt, ahogy azt több okirat is tanúsítja. Ekkor volt itt postakocsi-állomás is. Az Arad-Simánd-Zerind- Nagyszalonta útvonalon bb. 24 kilométerenként volt postakocsi állomás.
A lakosság gyarapodott, annak ellenére, hogy igen gyakran váltogatták egymást a földbirtokosok. 1326-ban Salánky-birtok volt, 1473-ban Báthory, 1483-ban Telegdy István tulajdona, majd 1512-ben megveszi az itt lévő Gyulafyak részét is. 1552-ben a Kackffyaké.
1558–ban nagyzelindi Buda Miklós halálával Siklósy István, Pattantyús Balázs és Keresheli János birtokába került a község. 1593-ban Ábrahámfy János tulajdona lett. 1561-ben kilenc birtokosa volt: Buda, Szokoly, Kutassy, Ártándy, Toldy, Sas, Zay, Gerzseny, Nagy családok. 1579-ben Ártándy Kelemen után Hagymási Kristóf lett a környék ura, majd 1580-ban Bocskay István. 1662-től Trombitás Istvánné, Zsoldos Istvánné és Gombos György birtokai voltak Zerind részei.
1732–1740 közt Rinaldo de Modena herceg tulajdona, majd 1818-ig kamarai birtok, akkor József nádor főherceg tulajdonába kerül, és 1919-ig a Habsburgok birtoka maradt.
A történelmi dokumentumok szerint 1331-ig rabszolgaság volt, és azután következett csak a jobbágyság, ami még nem jelentett szabadságot. A jobbágyok a földesúrnak kilencedet, az egyháznak tizedet fizettek. A környék hatalmas erdőségei és a mocsarak miatt kevés volt a megművelhető földterület. Az 1700-as években azonban megengedték az erdőirtást, aminek következtében földhöz jutott Zerind népe.
1818 után, amikor József főhercegé lett a térség ura, sor került a határrendezésre is, amelynek során sok jó minőségű szántóföld helyett rosszabbakat mértek ki a jobbágyoknak. Emiatt a nagyszintyei, ágyai, tőzmiskei, feketegyarmati, zerindi parasztok úrbéri pert indítottak, de hiába.
Az 1848-as jobbágy-felszabadító törvények a telkes jobbágyokat szabaddá tették, de a zsellérek ugyanúgy föld nélkül maradtak. 1908-ban a zerindi föld nélküli lakosok kérelemmel fordultak Ferenc Józsefhez, hogy az Erdő-dűlő, Posta-kert, Görög-kert és Gyepű-dűlő földeket jutányos áron adja át nekik.
Az 1922-es földreform valamelyest segített a földnélküli lakosságon, de a második világháború után, az 1950-es években lezajlott kollektivizálás során ismét magántulajdon nélkül maradtak. Földosztásra ismét, csak a rendszerváltás után, 1991-től került sor.
Számos puszta, falu pusztult el Zerind határában, például Békás-Ősi-puszta, amelynek földjét a környező falvak felosztották egymás között. De 1913-ban említették még Bedőszeget, Fesetet és Gelvácsot is. Fesetre 1921-ben telepítettek román családokat, de az 1960-as évek egyik árvize elpusztította a falut és lakosait Szentannára telepítették át. Feset földjét ma Feketegyarmat használja gabonatermesztésre.

### A gazdaság alakulása
Zerind határ nevei ma a következők: Báránytó, Halastó, Dögkerti bánom, Gyepű, Csárdazug, Fáskert, Szőlőskert (régen Kéterdő), Kutyahely, Kenderföld, Határoldal, Kétlapos, Újkút, Hosszúrét, Fűzfáshíd, Petrányi dűlő, Gál kert, Ősi- puszta, Nyílás, Sós kút, Rövid föld, Nagyhányós, Gál hányós, Németkalap, Patkó, Lencseszeg, Hosszúkerek, Stekli, Hétházhely, Falualji- bánom, Kőhídi- bánom, Kaszáló, Pályi-tanya, Bugyogó, Bejec, Sziki kút, Cserépszín, Libalegelő, Disznókút, Túl a Körös.
Minden határrésznek megvolt a maga funkciója, a sóskúti legelőn és a Sziki kútnál legelt a falu csordája, Nagyhányóson a ménes és a gulya, míg Kétlaposnál az ökörcsorda. A Disznókútnál a csürhe, a Kaszálón és a Hosszúréten a birka legelt. A Cserépszínnél és a Libalegelőn a libák legeltek, és ezek a zerindi kövér libák számos város piacain keresettek voltak. Zerinden, mint ahogy a 19. században máshol is, a kereskedők főként a zsidók voltak, és csak a legjobb árut vették át. De mivel a zerindi libák jó minőségűek voltak, 2-3 helyen is volt libaátvevő hely. Azokat a libákat, amiket nem vettek át a zsidók, vitték a nagy városok piacaira.
Főképpen búzát, kukoricát, cukorrépát, takarmánynövényeket, napraforgót, és régebben seprűcirkot és gyógynövényeket is termesztettek.
Zerind határában termett nád és gyékény a nádat házak falához, kerítésekhez, házfedélnek, vagy tüzelőanyagnak is használták. A gyékényből szőnyeget fontak. Halászattal is foglalkoztak, de ölfaszállítással és faszerszámkészítéssel (talicskát és jármot főleg), kosárfonással, seprűkötéssel és gyógynövénygyűjtés- és szárítással is.
Gyógynövényszárítással először az 1932–33-as években foglalkoztak, majd néhány év múlva Steiner Elemér és Richter Vilmos is próbálkozott borsos menta, körömvirág és koriandertermesztéssel. 1955–60 között még volt a faluban koriander és majoránnatermesztés, később pedig székfű, de ez a foglalkozás fokozatosan eltűnt.

### Demográfia
A község első lakói kunyhójukat, vert falú majd vályogházukat főleg náddal, vagy szalmával fedték. Az egykori házak rendszerint három főhelyiségből álltak: az utcai szoba volt a „nagyház”, a középső a „szabadkéményes konyha” vagy „pitvar”, hátul pedig a „kis ház” búbos kemencével, melyet a konyhából fűtöttek. Az eresz alatt fatornácos gang, a végében kamra. Rendszerint a lakóházak meghosszabbításában volt az istálló. Később, a módosabb parasztok, külön álló istállót, ólakat, gabonást, górét építettek.
A község lakóinak családnevei a 16. századtól nyomon követhetőek, 1559–61 közöttről ismert a Buda, Szokoly, Kutassy, Földesyy, Nagy stb. családnevek. 1567–79 közötti időszakból, Káldy Nagy Gyula 1963–64-es isztambuli levéltári kutatásai alapján, az összeírások szerint Zerindről 12 év alatt eltűnt 15 és megjelent 11 új családnév. Ilyen a Mészár és Ács családok időleges eltűnése. Az utóbbi család két leszármazottja a 17. században nemesi oklevelet kapott I. Rákóczi György erdélyi fejedelemtől. Továbbá 1746-ból is ismertek a családnevek.
Érdekes a férfi személynév használat a török összeírások idején. Gyakoriság szerint 1567-ben 10, 1579-ben 16 János nevezetű élt Zerinden. Ugyanekkor István 9-7, Gergely 8-8, Márton 3-6, Gáspár 6-2, Mihály 5-3, Péter 5-3, Benedek 3-5, Máté-Mátyás 4-3, Miklós 4-1.
A népesség számbeli alakulása változatos volt az idők folyamán.
Pontos adatok 1857-ből származnak, amikor 1988-an laktak a községben, majd 1870-ben 2049-en, 1880-ban, pedig 1902-en, 1890-ben Zerinden 2159, 1913-ban 2637. Az első világháborút követően, az 1930-as években 2355 lakos volt, 1941-ben 2590, 1956-ra jelentős csökkenés következett be (1844 fő), 1966-ban 1579-en, 1977-ben 1314-en, 1978-ban 1300-an élnek Zerinden.
Az 1989-es rendszerváltás után a népességapadás egyre nagyobb méreteket öltött, ennek oka az alacsony születésszám és a közeli városokba való költözés volt. 1992-ben 1015-en, míg 2000-ben 952 lakosa volt a községnek. A 2002-es népszámlálási adatok szerint 897 lakosa volt. A fokozatos lakosságcsökkenés azonban kezd megállni. A rohamos Magyarországra vándorlás is csökkent, és egyre kevesebben költöznek be faluról városra, sőt inkább városról költöznek ki Zerindre. Oka ennek a közelben lévő gyár mint jó munkalehetőség, és a szomszédos város, Kisjenő munkahelyeire sem okoz már gondot a közlekedés. Az utóbbi években rohamosan fejlődött Zerind infrastruktúrája is, az épületeket felújították, a közterületek megszépültek.

### Rövid története
Zerindnek viharos történelme volt. 1241-ben a Váradot megtámadó Kádán tatár kán serege az Arad felé menekülő lakosság nyomába eredt, útközben kifosztva az útbaeső falvakat is. Feketegyarmat és feltételezzük, hogy Nagyzerind népe is részt vett ekkor a „nadabi sziget” tatár elleni védelmében. 1244-ig voltak Arad megye területén a tatárok, és folyamatosan pusztították a környéket.
1285-ben Kun László uralkodása alatt másodszor is betörtek a tatárok erre a vidékre, és ismét kifosztották a falvakat.
1346-ban sáskák és egérfélék özönlötték el az egész környéket, és valójában az egész országot.
1380-ban nagy szegénység és éhínség pusztított és a megye területén szokatlan földrengések, arról viszont nincs adatok, hogy Zerinden lett volna földindulás. 1395-ben, Zsigmond király uralkodása alatt, először törtek be a törökök az országba, és pusztították a falvakat.
A Zerind-Gyarmat ellentétek az 1400-as évekre nyúlnak vissza, amikor 1483-ban Zerind jobbágyai megverték a gyarmati molnárt.
1514-ben kitört a Dózsa György-féle parasztfelkelés, amely Csongrád, Csanád, Arad és Temesvár vidékein dühöngött a legjobban.
1523-ban ismét földrengések voltak a vidéken, majd 1526-ban bekövetkezett a mohácsi vész, amely után a vidék a török kezébe került.
1535-ben éhínségről és drágaságról számolnak be a korabeli feljegyzések, míg 1542-ben ismét sáskajárás volt. 1556-ban a törökök elfoglalták Gyulát és a vidéken pusztítottak (Zerind légvonalban 17 kilométerre fekszik Gyulától).
1598-ban nagy marha- és dögvész volt, amely következtében az egész megyében elpusztultak az igás állatok. 1605-ben a temesvári basa kipusztította a Maros és a Körös közét.
1708-ban a Rákóczi-szabadságharc hozta nyugtalanságba az egész vármegyét. 1735-ben a békésiekkel szövetkezve, II. Rákóczi Ferenc Rodostóról való hazahívására készültek. Az Erdőhegy mellett gyülekező sereg, tábori papja Szilay János zerindi lelkész volt, akit elfogtak ugyan, de 1736. április 28-án büntetés nélkül elbocsátották.
1735-ben Rácz Péra haramia bandája kegyetlenkedett a vidéken.
1739–1840-ben pestisjárvány tombolt a vidéken, egy évvel később pedig az éhínség és nyomorúság következtében a tolvajlás és útonállás hatalmasodott el az egész megyében. A megyében és így feltételezve, hogy Zerinden is kisebb- nagyobb kiterjedésben mindenütt felütötte a fejét a kolera 1831, 1849, 1856 és 1866-ban is, váltóláz pedig 1869-1871-ig pusztított.
Az 1848–49-es forradalom és szabadságharcban a világosi fegyverletétel után volt nagy szerepe Zerindnek. A szabadságharc utolsó hónapjában, még a temesvári csata előtt Kossuth Lajos és Görgei Artúr megbeszélést tartottak, és megegyeztek abban, hogy vereség esetén leteszik a fegyvert. Augusztus 11-én a temesvári csata elvesztése után Görgeit teljhatalommal ruházták fel, hátha az ellenség vele tárgyalni fog. Augusztus 13-án aztán Görgei Paszkevics serege előtt letette a fegyvert. A megadásra kényszerült honvédség zöme, altisztek és közlegények, az orosz katonák felügyelete mellett Zerindre jutottak el, míg a sereg másik fele Kisjenőbe ment. Rüdiger tábornok akarata szerint a foglyokat Nagyváradra, az orosz főhadiszállásra kellett volna szállítani. Ide azonban csak Görgei és környezete jutott el, mert Paszkevics a honvédek letartóztatásának helyéül Sarkadot jelölte meg, amikor már a foglyok Szalontánál jártak. Közben azok egyharmada elszökött, a tiszteket pedig a városban szállásolták el. Augusztus 16-án délután 2 órakor a honvédtiszteknek és honvédeknek kihirdették Zerinden a Sarkadra történő indulás időpontját. Zerinden történt ugyancsak 15-én, hogy a közlegények és altisztek szabaddá váltak. Ennek emlékére 2002. október 6-án Zerindi Amnesztia felirattal, továbbá román–magyar nyelvű szöveggel márványtáblát avattak. Szájhagyomány szerint a szabadságharc idején egy éjszakát, egy templom körüli ház padlásán bujkált Jókai Mór, és elfogása előtt Kiss Ernő tábornok. Az aradi tizenhárom vértanú tiszteletére az 1930-as években Samu Gál Lajos, akkori kisbíró, a piactér mögé tizenhárom diófát ültetett, amelyekből néhány még napjainkban is él.
Az első világháborút követően Zerindtől 6 kilométerre húzták meg az országhatárt, ezzel a község Romániához került. Trianon után szedték fel Zerind utcáiról a Simonyifalva-Gyula helyiérdekű kisvasút vágányait is. Ma egy kiállított síndarab megtekinthető Gyula főterén. 1922-ben építették meg helyette az Illye–Nadab-vasútvonalat.
Az Arad–Nagyvárad út azonban hamarabb megépült, még 1783-ban. 1898-ban a Fekete-Körösön keresztül acélhidat építettek, amelyet 1944-ben, második világháború alatt felrobbantottak. Helyébe 1956-ban betonhíd épült.

### A malom
Zerind egyik jellegzetes építménye a malom. Régi feljegyzések szerint előbb vízi, majd gőzmalomként működött. Az 1800-as években a malom a református egyház tulajdonába került, amit aztán bérbe adtak 1845-ben Korompaki Józsefnek. A malom 1948-ban Engelhardt Ádám tulajdonába került, majd állami tulajdonba ment át. A jellegzetes „nagy csűs” malom még ma is működik, 2005-től van ismét magántulajdonban. Jelenleg a szomszédos román község, Avram Iancu egyik lakosának kezén van.

## Vallási élet és oktatás
Nagyzerind lakosságának túlnyomó többsége református. A vallást 1567 körül vehették fel, ekkor került át a templom a zerindiek birtokába. A katolikus plébániáról 1332-1337 közötti feljegyzések tanúskodnak.
A mai református templom az egykori Árpád-ház korabeli kápolna romjain épült. Építéséhez felhasználták az elpusztult Békás-Ősi templom romjait. 1690-ben önálló egyházközség lett, mivel addig a feketegyarmatiakkal közös papot tartottak. A török dúlások idején a község elpusztult, de a templom kőből épült falai nem rongálódtak meg. Az egyházközség 1712-ben újraalakult, miután a falu újra benépesült.
1756-ban a templomot felújították, 1774-ben, a török kiűzése után már külön anyakönyvet vezetett. Ezt, a többi anyakönyvvel együtt az Arad megyei levéltárban őrzik. 1776-ban a falu nagy része leégett, 1786-ban pedig újra épült. 1796-98 között a templom tornyát magasították, hajóját pedig meghosszabbították. 1875-ben a templom tetejét felújították, majd 1893-ban pedig becserepezték. 1924-ben a templom egy nagyobb felújításon is átesett, míg a második világháború okozta sérüléseket 1951-ben javították ki. A templom romanikus stílusban épült, régisége miatt műemlék. A torony 31 m magas, a templomhajó pedig 30 m hosszú és 12 m széles.
Így szól a zerindi népdal a harangról, amelynek bizony története van:
Nagyzerinden megszólalt a bús harang,

Húzza aztat három szürke vadgalamb.
A kuruc-labanc háborúk idején a lakosság egy része elmenekült és Csete István, Csete Balázs és Gyulay Ferenc magukkal vitték a harangot Szalontára. Az 1712-es szatmári béke után az életben maradtak visszatelepültek a falujukba. 1715. február 4-én, Szathmári Püspök Sámuel lelkészsége idején, Elek Mihály főbíró küldöttséget menesztett Szalontára a harangért.
A hazahozott harangot újraöntették, megnagyobbítva, „Goss mich Antini zechenter in Offen. Anno 1740.” felirattal. 1803 évbeli harang egy másikkal újra öntetett Biszák gyoroki harangöntő által. Felirata: „ A N.zerindi ref. Sz. Eklézsia öntette maga költségén 1803.-ik esztendőben.” Majd ezt a harangot Hőnig Frigyes által felújították: ”Isten dicsősségére 1803 évi régi harangból átöntetett Nzerénd lakosságának áldozatkészségéből. 1922. márc. 15.”
A középső harang, hasonló feliratú, míg a kisharang Dávid Sándor ajándéka: „Édes Atyja emlékére öntette N. Dávid Sándor. 1922. márc. 15.”
Az orgona 1887-ból származik. A toronyórát pedig Szentendrey Károly órásmester készítette 1867-ben.
Sajnos sok értékes régiség esett áldozatául a háborúknak, így például egy boros kanna, amely Kovács Gergely adományozott, melynek felirata ez volt: „ Vete eszt a kannát maga Kölcsigin. Isten dicsőségére. A 730.” Továbbá eltűnt egy boros kanna rézből, 2 darab kenyérosztó tányér ónból és 1 darab aranyozott, kázsmér terítő, úrasztali terítő, arany és ezüsthímzéses csipkével körül szegve. Keresztelő takaró, meggyszínű, nehéz bársonyból, felírással: „Keresztelkedjetek meg.”
A zerindi egyház előbb a Köleséri Főesperességhez, majd a Zarándi Főesperességhez tartozott. Az idők folyamán Zerinden sok lelkipásztor megfordult, egészen 1664-ig lehet őket név szerint nyomon követni, amikor is Érsekújvári András volt a lelkész. Majd 1713-ban Szathmáry Püspöky Sámuel volt Zerind papja.
Ezután következett 1715-ben Debreczeni István, 1735– Szilay János, 1744- Vetésy István, 1744- Olcsai Gál András, 1775-Szödényi N. József, 1777- Erdélyi Sámuel, 1780- Bottos Mihály, 1782- Barta József, 1790- Szilágyi Mihály, 1798- Molnár János, 1830- Mile László, 1835- Varga Lajos, 1841- Bittó Sándor, 1844- Böszörményi József, 1870-től pedig Bán József.
1863 és 1871 között segédlelkészeink voltak: Kincses Pál, Nagy Zsigmond, Tabajdi Lajos, Hajdu Elek. 1914-től pedig a következő személyek voltak segédlelkészek Zerinden: Balogh László, Varga Péter, Tabajdi Sándor, Dibartzi József. Rendes lelkészeink Dr. Gyenge János, Balogh Mátyás, 1929-től Balogh László, majd Apjok Ferenc, Bodor László, 1972-től pedig Horváth Endre tiszteletes úr szolgált 2004-ig.
Jelenleg Dénes József tiszteletes úr Zerind község lelkésze. 2004-től működik a Nőszövetség, aminek Dénes Erzsébet az elnöke. Jelenleg 25 tagja van és számos karitatív tevékenységet folytat: vallási kórust működtet, minden csütörtök este pedig az asszonyok csigatésztát készítenek, és ennek eladásából befolyó összeggel támogatják az egyházat. Adventi foglalkozás is van, ilyenkor együtt a kisebbekkel sütnek, és koszorút készítenek. Havonta egyszer teadélutánt is tartanak, ahol a kórus énekel, alkalmanként szavalnak, a gyerekek játékos vetélkedőkön vesznek részt, és rendszerint tombola is van. Ezen kívül az IKE (Ifjúsági Keresztény Egyesület), is hetente tart bibliaórákat, énekpróbákat.
A református vallásúak után a legnépesebb felekezet a baptista gyülekezet. A baptizmus 1875-ben indult el, s került át Árpádra. Majd Árpádról Feketegyarmaton is teret hódított 1886-ban. 1889-ben, amikor már 28 tagú volt a gyülekezet megépült Feketegyarmaton az első imaház, majd 1910-ben a második. 1939-44 között üldözték őket, vagyonukat elkobozták és az ortodox államvallás tulajdonába került. 1953-ban már több mint 130-an voltak, Gyarmatiak, Zerindiek vegyesen, ekkor nagyobbították meg az imaház épületét. Amerikai segítséggel végül 1999-ben megépülhetett Zerinden egy nagy imaház, ahova szintén Gyarmatiak, Zerindiek vegyesen járnak imádkozni.
Az idők folyamán más vallások is megfordultak itt, például az 1910-es években a nazarenizmus hódított tért, amelynek Zerinden 60 fő híve volt. A környéken Kígyósról terjesztette Harangozó János.
Napjainkban is jelen van egy harmadik felekezet, a reform szombatisták. A felekezet a legszigorúbb szombatos törvényeket követi: nem esznek semmi féle húst, nem táncolhatnak, nem nézhetnek televíziót, tehát abszolút nem szórakozhatnak. Péntektől, amikor lemegy a nap, egész szombat estig nem dolgozhatnak, nem főzhetnek, csak imádkozni szabad, és ezen a napon se kihozni, se ki vinni sem szabad a házból semmit. Ők is vegyesen zerindi és gyarmati emberekből tevődnek össze. De létszámukat tekintve nagyon kevesen vannak, kb. úgy 15-en lehetnek, prédikátoruk Sikó József.
Zerind első iskolája, amelyről adat létezik, az a református iskola volt. A régi iskola épülete ma is áll és az egyházhoz tartozik.
A körösközi gyermekek már a 18. századtól kezdve jártak iskolába. Ekkor még a pap látta el a tanító szerepét is. Az 1770-es évektől külön tanító volt, 1800-tól pedig már külön lánytanító is. Anyakönyvi kivonatok már az 1830-as évekből vannak, ugyanúgy, mint általános jegyzőkönyvek, és a szülői bizottságra vonatkozó feljegyzések is.
1830-tól Zerindre jártak a miskei gyermekek is iskolába. Volt vasárnapi tanfolyam is azok számára, akik nem végezhettek iskolát.
1875-ben 110 fiú és 130 lány tanult. Szigorú törvények szabályozták az iskolába járókat. Akik nem jártak iskolába 10 Ft-re, majd 25. Ft-ra büntették.
1910-ben árvák számára állami iskolát nyitottak. Majd az 1970-es években az iskola új, emeletes épületbe költözött át, ahol 10 osztályos oktatást folyt.
Jelenleg, 2007-2008-ban folyik az épület felújítása és korszerűsítése.
2003-ban, az akkori iskolaigazgató, Fazekas József kezdeményezésére, a Nagyzerindi Általános Iskola felvette a Tabajdi Károly Általános Iskola nevet.

## Nagyzerind jeles szülöttei

### Tabajdi Károly
Tabajdi Károly 1833. november 10-én született Nagyzerinden. Édesapja, a nagy tekintélyű Tabajdi Dániel, jegyző volt. Elemi iskoláit itt, szülőfalujában végezte, a gimnáziumot, valamint jogi tanulmányai első két évét Debrecenben, az utolsó kettőt Pesten végezte. 27 évesen ledoktorált és már a következő évben, 1861-ben Arad megye első aljegyzője. 1867-ben, a kiegyezés után már főjegyző, 1869-ben pedig Pécskán kincstári ügyész, később pedig a királyi törvényszék elnöke lett. 1871-ben megválasztották Arad megye alispánjává.
Tabajdi Károly életéhez számos nagy tett fűződik, többek között az 1871-es törvény alapján létrehozott, megyei jegyzők nyugdíjintézete. 1879-ben árvíz pusztította el a falu jó részét. Az árvíz után, Tabajdi közbenjárására kapott segélyt a falu, az ő jó voltából sikerült újjáépíteni szülőfaluját.
A tragédiát egy szemtanú, bizonyos Sándor Károly versbe is szedte „Nagyzerind vésznapjai” címmel.
Lelkes Alispánunk, hogy bajunk értette,

Nyomorúságunkat nagyon szívre vette.

A helyszínen termett, mint jó tevő Angyal,

Vigaszt hintvén széjjel, szép szelíd szavával.

Mert hajóra ülve rendre megvizsgálta,

Rombolt utcánkat sorra, mind bejárta.

Itt intézkedést tesz a vízeresztésről,

Amott rendelkezik a sok éhezőről.

Itt biztat, bátorít, ott egy főmérnökkel

Mit magával hozott, jól intéz mindent el.

Szép biztató szava füstbe nem is mene,

Általa gyűlt segély szép összeget teve.

Felterjeszté ügyünk, több helyt a megyében,

Általa részesít királyunk „Kegyében”.

Arad megye számos községe- városa

A kegy ajánlatot Zerindnek meghozza.

Király őfelsége ezt megkoronázza

Kétezer forintot őreá ruházza,

Hogy szülővárosát vele segítse meg,

Királyunk jó szíve, szavára indult meg.

Ha Nagyszalontának van becses Aranya,

Van Nagyzerindnek is egy aranybányája,

Ahonnét az áldás Zerindre csepeg, foly,

Éltesse az Isten, ez Tabajdi Károly
Összehasonlításképpen: Szegedet ugyan ebben az évben pusztította el az árvíz, és ők is kétezer forint gyorssegélyt kaptak. Márpedig Szegeden jóval több épület ment tönkre és család maradt lakás nélkül, mint Zerinden, tehát tetemes összegnek számított ez abban az időben.
1879-ben kinevezik főispánnak, majd 1880-ban Krassó megye főispánja is. Tabajdi felismerte az etnikai jó együttélés szükségességét. Igyekezett feloldani a magyarok és románok közötti súrlódásokat.
Minden téren otthonosan mozgott, a Kölcsey Egyesületnek például alapító tagja volt, aminek egyben haláláig elnöke is. Az egyesület tiszteletbeli tagnak Jókai Mórt választotta, később Dr. Márki Sándort. Az egyesület 1884-ben megjelentette az első évkönyvét, amelynek Tabajdi az egyik szerzője volt. Tabajdi Károly 1886. október 7-én hunyt el, azon kevés személyiségek egyike volt, akinek még életében elismerték munkásságát. Az aradi Felsőtemetőben található nyughelyének sírfelirata: „TABAJDI KÁROLY főispán, kir. Tanácsos, a Lipót-rend lovagja 1833-1886”.

### Tabajdi Terézia
Balogh István, Balogh Péter unokaöccse volt, Tabajdi Terézia férje, Tabajdi Károly testvére. Móricz Zsigmond Légy jó mindhalálig című könyvében, a XI. fejezetben tesz említést róla:
Tudja maga, ki volt az a Balogh Péter püspök? Az a Balogh Péter Isten kegyelméből, egy kisded lumen volt, de Isten irgalmából egy hatalmas karakter.

-A gyűlés megtartását megtiltom: őfelsége a Császár nevében.

Arra azt feleli Balogh Péter: „- Én pedig a gyűlést ezennel megnyitom őfelsége, az Isten nevében…” És most rekomendálom magamat. Isten álgya
Ebben a könyvben van megemlítve a nagy tekintélyű Balogh Péter püspök, aki Nábrádon született 1792-ben. Nagyszalontára segédlelkészként került 1821-ben, ahol 1822-től lelkész, 1832-től esperes, 1858-tól püspök helyettes, 1860-tól pedig a Tiszántúli Egyházkerület püspöke. 1870. november 23-án halt meg Debrecenben.
A Légy jó mindhalálig zerindi vonatkozása az, hogy a könyvben említett Balogh Péter püspök unokaöccsének a felesége, a zerindi temetőben nyugszik.

### Kertész Gábor
Zerindi lakos volt egykor az a Kertész Gábor, akinek leszármazottai Kertész Lajos, és fia, Andor. Az ő emléktáblájuk a gyulai városháza falán van kiállítva. A márványtábla szövege a következő:
Ebben a házban élt családjával KERTÉSZ LAJOS, 1899-1974, zenetanár, a református egyház és a város kulturális életének jelentős személyisége.

Itt töltötte gyermek- és ifjúkorát KERTÉSZ ANDOR, 1929-1974, debreceni és hallei professzor, nemzetközi hírű matematikus, az absztrakt algebra kiemelkedő kutatója.

### Szomszédos települések híres szülöttei
Nem csak Zerindről származtak kiváló személyiségek, a szomszédos, Körösköz falvai is dicsekedhetnek ilyen nagy tekintélyű emberekkel. Feketegyarmatról Bíró Miklós és Gyarmati Lukács az 1500-as évek végén már a wittenbergi egyetemen tanult. Erdőhegyi születésű, Kerekes Ferenc, a Lúdas Matyi első kiadója, és Balogh Ernő, a kolozsvári Bolyai egyetem egyik alapítója.
Ágyai születésű az erdélyi líra nagy magányosa, Olosz Lajos, valamint Szabó Magda írónő édesapja is ágyai származású. Simonyfalvi gyökereket ápol Simonyi Imre, József Attila-díjas költő.

## Emlékművek, műemlékek, épített értékek
- A református templom.
- 1994-ben állították fel a református templom előtt a világháborús áldozatokat és a mindenkori hősöket megörökítő emlékoszlopot.
- Kopjafa emlékezik az 1956-os forradalom áldozataira.
- Az 1849-es amnesztiát elismerő emléktábla.
- Az artézi kút oroszlánfejeivel és annak márványtáblája a község nagy ékessége, márványtábláján ez áll: „Ezen kutat építette Nagyzerind községe, Kolozs Jánosné Vida Mária nagylelkű adományának felhasználásával 1903 évben.”

## Hagyományok
Zerind lakossága napjainkban is hűen őrzi az évszázados múltra visszatekintő hagyományokat:

### Lakodalom
A lakodalomba a vőfélyek hívogatnak be, virággal, szalaggal feldíszített bokrétát hordanak a mellükön, és ugyanígy feldíszített vőfélypálcával járják a falut. Régen a lányos ház és a fiús ház külön tartotta a lakodalmat, ma már azonban együtt mulatoznak. De a lányos ház meghívója csak nappalra érvényes, a közös éjszakai ünneplésre csak a legényes ház meghívója ad lehetőséget. Szokás a menyasszonyt „kikérni”, majd az elbúcsúzik a családjától. Fontos még megemlítenem azt is, hogy minden étel behozatal előtt rigmust mond a nagyvőfély, majd vacsora után eltáncolják a menyasszonytáncot.
A többi Körösközi faluval ellentétben, Zerinden szokás a maskurának öltözés. A maskurák a nem meghívott személyekből állnak, akik jelmeznek nem annyira mondható, inkább szedett-vedett rongyokat aggatnak magukra. Lényeg az, hogy ne legyenek felismerhetőek, és lázban tartsák az egész lakodalmas népet ismeretlenségükkel. Kezükben fakanál, vagy bot, hogy ezzel ijesszék el a kíváncsiskodókat. Általában két nótát húznak nekik, és táncolnak végig, közben pedig a nagyvőfély felolvassa a beköszönő versüket, és átadják az ajándékukat a menyasszonynak. Az ajándék valamilyen vicces „lom”, amit nem lehet semmire sem használni. Közben a szakácsasszony teletömi ennivalóval az edényeiket, és indulhatnak haza.
Az 1800-1900-as évek eleji jellegzetes zerindi szokás volt még az is, hogy a lakodalmas menetben rézdudás is volt a zenészek között.

### Sorozás
Míg el nem törölték a katonaságot, életben voltak a sorozási szokások is.
A katonaidőben lévő fiúkat a sorozás napján, hajnalban zenekarral költötték fel, így járták végig a falut, míg nem gyűltek össze a sorozni való legények. Minden házhoz külön mentek el, hogy aztán együtt menjenek az alkalmassági vizsgálatra. Délután, este fele, mikor megérkeztek, akkor a faluszélén várták őket a családtagok, és ilyenkor tették fejükre a szalagos kalapot a fiúknak. A szalagos kalapot általában a fiú barátnője, vagy közelebbi lány rokona tette a legény fejére. Ezután zenekar kísérettel indultak a kultúrotthonba, ahol megkezdődött a batyús-bál.

### Név-esték
A családi élet fontosabb mozzanatai közül figyelemre méltó a ma is életben lévő név-este. Születésnapot csak szűk családi körben ünnepelnek, míg a névestére szomszédok és barátok is hivatalosak, akár 20-30 fős sereg is összejöhet egy ilyen alkalomra. Nagy hagyománya van férfiaknál a Ferenc, Károly, János, István, Lajos, Sándor, József, míg a nőknél a Katalin, Zsuzsanna, Julianna, Erzsébet, Mária köszöntésnek. Ezek azok a névnapok, amiknek dátumai benne vannak a köztudatba, míg a többi névnapos, sokszor kimarad a köszöntésből.

### Disznótor
A disznótoros szokások is élnek még. Hajnalban vágják a disznót, és miután megszúrták bemennek a férfiak és megreggeliznek a véréből, közben pedig pálinkáznak. Nem egy adoma szól arról, hogy míg a férfiak pálinkáztak, a disznó elfutott, mert nem volt rendesen megszúrva. Az asszonyok általában később, 9 óra fele érkeznek meg csak a bélmosásra. Délután 4-5 óra körül be is fejeződik a disznótor, és visszahívják a résztvevőket vacsorára. Szokás ilyenkor nem csak azokat meghívni disznótoros vacsorára, akik jelen voltak egész nap, hanem a szomszédokat, jó barátokat, „komákat” is. Ilyenkor aztán kiderül mi lett elsózva, elborsozva, vagy éppen sajttalan e minden, mivel ekkor kóstolják meg a friss kolbászt, hurkát. Régebben a disznótorokat is látogatták maskurák, de ez ma már csak lakodalomba szokás.

### Munkával kapcsolatos népszokások
A munkához kapcsolódó népszokások közül megemlítendők a 20. század közepéig élő fonók, amit a helyiek cuhárénak neveztek.
Ma is hagyomány még a szürethez kapcsolódó bál, amikor is a fiatalok a kultúrotthont feldíszítik szőlővel és levelekkel. A színpad előtt pedig felállítják a csőszkunyhót. A csőszök általában a 8. osztályos diákok, akiknek az a dolguk, hogy figyeljék, kik lopják a lugasról a szőlőt, és azt viszik azután a kunyhóba , hogy fizessen érte. A népviseletbe öltözött ifjúság még a bál előtt, délután lovas kocsival körbe járja a falut, és minden sarkon megállnak táncolni, énekelni egyet, hogy így hívogassák a népet az esti mulatságra.

### Ünnepekhez kapcsolódó népszokások
Az év jeles napjaihoz kötődnek a következő népszokások: a farsangolás, a húsvéti locsolkodás, a májfadugás és a karácsonyi betlehemezés.
Húsvét hétfőjén a fiúk locsolkodni indulnak a lányismerőseikhez a kölnivízzel. Szerencsére Zerinden nem szokás vederrel, vagy szódavízzel locsolkodni. A kisebbek versért cserében festett tojást kapnak, míg a nagyobb fiuk a lányoktól friss virágot, amit a mellükre tűzve hordanak az nap.
Május elseje előtti éjszaka a fiúk a lányoknak májfát dugnak, azaz nyárfát állítanak a kapujukba. Régen szokás volt a májfát feldíszíteni szalagokkal és édességgel.
A karácsonyi betlehemes játéknak ma már nincsen hagyománya, csak a kántálásnak, régen viszont szokás volt. Először beköszöntek egy énekkel, majd következett a gazda köszöntése jókívánságokkal, rigmusba szedve. Majd a betlehemesek megajándékozása után, megint énekelve búcsúztak:
Nosza, nosza jó gazda, 

Ha elküldesz utunkra,

Istennek áldása

Szálljon házadra,

Szálljon házadra.
Újévkor aztán megint jártak köszönteni az emberek.
Hamvazó szerda régen ünnepnapnak számított. Ilyenkor fújták a faluba a tehénszarv dudákat, verték össze a tepsiket. A legények összeverődtek és kurjongattak a vénlányoknak:
Tollas kosár az ágy alatt,

Itt maradtál anyád alatt!
Úgy tartották a „régi öregek” január 6-án: ha fénylik vízkereszt, a búza jól ereszt.
Vince napján: ha fénylik Vince, megtelik borral a pince.
Február 2-án: ha fénylik gyertyaszentelő, az izziket szedd elő!
Majd: Dorottya szorítja, Juliánna tágítja és Jégtörő Mátyás, ha nem talál, csinál.

### Babonák
Zerinden éltek és élnek mai napig is babonás hiedelmek. Például tudunk egy zerindi asszony 1756-os boszorkányperéről, amikor is a vádlottat kínzókamrában kényszeríttették vallomásra. A borosjenői uradalom úriszékének 1756. február 6-i jegyzőkönyvében ez áll:
Vastag Szász Ilonának hívnak, nagyzerindi vagyok és azért fogattam meg, hogy boszorkánynak vallottak lenni, aminthogy az is vagyok.(…), szomszédaim teheneit Szent György. Nap éjszakáján megfejtem az ördögök jelenlétében, azt magam tehenének beadtam innya, így az enyém lett az haszna azoknak is. Rocskából is azért öntöztem a házfedelét, hogy sok tejfele legyen a tejnek, ilyen szókkal: olyan fele legyen a tejemnek, mint a házfedél.(…) Belényesbe száma nélkül voltam, Tamásda felé is, és a zerindi határban az mezőn erdőkön, hol macska, hol kutya képébe öltöztem.
Az 1900-as évek elején még feljegyeztek Zerinden átkozódó verset is:
Nem átkozlak rózsám, nem szokásom,
Csak a mosdó vized vérré váljon.
Törülköző kendőd lángot hányjon,
A te szíved az enyémért mindig fájjon.

### Balladák
Azért, hogy a helyi dalok el ne vesszenek, Csanádi János balladagyűjtésbe kezdett a Körösközben.
A jobbágy időkben a parasztok a föld művelése közben, hogy enyhítsék bánatukat, hogy jobban teljen az idő, énekeltek. Közös kapálásokon tanulták el egymástól a dalokat. De beindult egy úgynevezett parasztpolgárosodási mozgalom. A 19. században, falvakban is létre jöttek könyvtárak, színjátszó csoportok, dalárdák. Sokszor a színdarabok népies dalbetéteit népdalokként éneklik tovább.
A parasztpolgárosodás azonban nem csak a kultúrát hozza magával, hanem a parasztpolgári felsőbbrendűségi érzetet is. Az 1800-as évek végétől külön tartották Zerinden a gazdagok és szegények bálját. A gazdagok bálját lisztbálnak, a szegényekét korpabálnak nevezték el.
Nem csak ez az időszakos eltávolodás okozza az éneklés „kihalását”, hanem az is, hogy már nincs olyan társadalmi környezet, amely igényelné a dalolást. Nincsenek közös kapálások, az emberek már a gyárba járnak dolgozni.
Az, hogy mégis meg lehetett menteni egy csokor népballadát az örök emlékezetnek, az annak köszönhető, hogy a körösközi falvakban még énekelnek lakodalmakon, névestéken, keresztelőkön.
Csanádi Jánosnak 1998-ban megjelent a Bús gerlice csengő hangja című népballada gyűjteménye, mely 118 körösközi balladát tartalmaz.

### Helyi szólások, közmondások
Nem csak népballadákban gazdag a Zerind, de számos helyi jellegű szólásunk és szóláshasonlatunk is van, amelynek mindegyiknek tréfás háttértörténete is van.
Ilyenek például :
- „Átesett, mint Gáll Gyula a csikón.” – Azaz Gáll Gyula, mikor haza ért a lányoktól, késő volt és az istállóba akart lefeküdni, de a sötétben megbotlott a csikóban és átesett rajta.
- „Elterült, mit a tályogos marha” – Arra mondják, aki erőtlenül, tehetetlenül esik el, mint a marha, akit tályoggyökérrel kezeltek.
- „Meghúzták, mint a gyarmatiak a vályút.” –A csúfolódó anekdota szerint a gyarmatiak leültek pihenni a legelőkút vályújára, de nem fértek el rajta. Elkezdték húzni, de kimelegedtek és levetették nehéz kabátjaikat, és mikor visszaültek, így már elfértek.
- „Nyakon öntötte, mint Dávid Gergely a kecskét.” – Dávid Gergely kecskéje nem akart inni, erre fogta, és nyakon öntötte mérgében.
- „ Úgy járt, mint az anti torony.” –A mondás csak akkor csattan igazán, ha párbeszédben hangzik el, teherbe esett lányra mondják:

-No, ez is úgy járt, mint az anti torony.
-Az, hogy járt?
-Hát ledőlt, osztán felcsinálták!”
A magyarázat az, hogy valamikor régen a szomszédos Ant falu templom tornya ledőlt, de hamarosan felépítették.
- „ Úgy megy, mint Dandé.” –Dandé Károly sánta, bicegős öregember volt.
- „Vonyít, mint a Kun Gergely kutyája.” – Kun Gergelynek, a kutyáinak vonyítását egész éjszaka lehetett hallani. Azokra az asszonyokra mondják, akik hosszan, szinte vonyítva sírnak, de nem őszinte fájdalomból.

Az 1900-as évek elején feljegyezték azt is, hogy a zerindieknek milyen káromkodási szokásaik voltak. Az Istent ellátták a szomorú, vén, búbánatos jelzőkkel.
Betegségeknek a fene, frász, nyavalya, rossz seb, guta, istennyila, ménkű szavakat használták.
Ezeket általában az enni igével együtt, tehát: egye meg a rossz seb, fene egye meg., stb.
Vagy az „álljon bele” változataival: frász álljon bele, istennyila csapjon bele, ménkű álljon bele.
Gúnyneveink, ragadványneveink mindig is voltak a faluba és vannak a mai napig is. Ezeket négy kategóriába lehet elkülöníteni:
1. testi tulajdonság szerint (szemüveges, hosszú),
2. lelki tulajdonság szerint (hazug, részeges),
3. foglalkozás szerint (órás, molnár),
4. egyéb megfejthetetlen jelzők (binge, dézsi).
Például valamikor annyi Gál család élt és él még néhány ma is Zerinden, hogy ragadványnevekkel különböztették meg őket. Volt Sugár, Samu, Kis, Szemüveges, Hosszú, Hazug, Lídia, Tót, Fácán, Binge, Dézsi, Meszes, Rédi Gál nevű család a faluban.
A hagyományokhoz tartozik a tájszólás is. A körösközi falvakban, és talán Zerinden érzékelhető legjobban az í-zés.
Ez azt jelenti, hogy az é helyett, ahol csak lehet, í hangot használnak, pl: szíp (szép), mír (miért), níz (néz), míz (méz) stb.
A ragokban, végződésekben is í hangot használnak, pl: seprűír (seprűért), vízír (vízért), stb.
Jellegzetes még a nyílt e hang használata, és a diftongusok használata is, pl: nyóuc (nyolc), jóu (jó), póuc (polc) stb.
Gyakori, hogy zárt hang áll nyílt helyett, pl: lú (ló), kódus (koldus) stb. Magánhangzók közbeszúrása, pl: dorót (drót), derága (drága) stb.
A mássalhangzóknál az l helyett j-t ejtenek, pl: jány (lány), pájinka (pálinka), stb.
De gyakori az l hang kiesése is: vót (volt), ződ (zöld).
Két különös szócska is jellegzetes a falura, az értelem nyomatékosító, la szócska, pl: érte mentem, la, vagy onnan jövök, la.
Továbbá az isa szócska, amit a Halotti Beszéd és Könyörgésből ismerhetünk, amelyet már csak a mi vidékünkön használnak. Ez a szó is nyomatékosít, bizonyít:
bizony isa!, igen isa!

## Kultúrtörténet
A zerindiek kultúrtörténete az 1800-as évek végére visszavezethető, amikor is megalakult a gazdakör, és 1892. február 14-én pedig a Nagyzerindi Polgári Olvasóegylet. Alapszabályát 1910-ben nyomtatták ki Gyulán, első oldalán ez áll:
Az egylet célja:

A szellemi művelődés előmozdítása, a társadalmi élet élénkítése és nemesítése, az összetartozás és egyetértés fejlesztése, továbbá részint olvasás által a közérdekű dolgok és napi események megismerése s egymásközi megmagyarázása. –Szóval kellemes és hasznos időtöltés nyújtása, mely célból az egylet rendes helyiséggel rendelkezik, hírlapokat járat, könyvtárt tart fenn s időnként társas összejöveteleket tart és rendez.
Az olvasóegylet létrehozásában fontos szerepez játszott a Tabajdi család és Dr Kultsár Péter körorvos.
Ugyancsak 1910-ben kezdi meg működését a Hangya szövetkezet. Klubot működtet, ahol van sakk, biliárd, és könyvtár is. Továbbá a kulturális tevékenység még a színjátszó kör működtetésében nyilvánul meg. Előadták: A csikós, A kérők, A lelenc, Csalódások, A cigány, A vén bakancs, Sári bíró című darabokat.
1949-ben magán mozi indult be, Engelhardt Ádám és Burdán József vállalkozása révén, ahol hetente két filmet vetítettek. Lovas szekérrel, saját áramfejlesztővel felszerelve járták a környező falvakat.
1948-ban kezdte el tevékenységét a Haladás nevű egyesület, melynek termében helyet kap színjátszó kör és tánccsoport is.
A Haladás terme azonban szűkösnek bizonyul, a Művelődési Ház építésébe kezdenek.
Az új, 400 férőhelyes művelődési ház, 1961 augusztusában lett felavatva. 1980-82 között újra építették és egy mellékhelyiséget is építettek hozzá, amiben helyet kapott a képtár és a könyvtár. 1984-ben megépül a Polgármesteri Hivatal is. 2005-ben lett felújítva a konyha és kialakítottak egy kisebb ebédlőt is. 2004-től folyamatos renoválásokon megy keresztül a Művelődési Ház és a Polgármesteri Hivatal is. A Művelődési Ház 1994-ben, Zerind első okiratos említésének 825. évfordulóján, felveszi az Olosz Lajos Művelődési Ház nevet.
1969-ben, az olvasóegylet mintájára jött létre az Irodalmi Kör, melynek ösztönzője a Kisjenőben élő Olosz Lajos költő volt, akinek nevét az Irodalmi kör 1977-ben bekövetkezett halála óta viseli. Az Irodalmi Kör alapítója Csanádi János, zerindi magyartanár volt, akinek szerkesztésében jelent meg 1997-ben Olosz istenes verseinek gyűjteménye, Szeplőtelen oltár címmel.
Nem titkolt célja volt még a körnek az is, hogy jobban megismertessék az emberekkel Olosz Lajos költészetét. Író-olvasó találkozóra számos írót, költőt meghívtak, többek között megfordult Zerinden: Anavi Ádám, Bajor Andor, Bárányi Ferenc, Bodor Pál, Franyó Zoltán, Kányádi Sándor, Lászlóffy Csaba, Olosz Lajos, Tóth Mária, Zágoni Attila és még sokan mások.
A kör célja volt még népi hagyományok ápolása, népdal estek, dramatizált dráma játékok bemutatása volt. Folklórgyűjtéssel is foglalkoztak a tagok. A helyi szokásokat színpadra alkalmazták, eredeti zerindi dalokkal tűzdelve. Ilyen táncos- zenés darab volt a Muri a csárdában, a Zerindi fonó és Rózsa Sándor.
Minden karácsonykor nótaestet szerveztek, szilveszterkor pedig humoros műsorral szórakoztatták a közönséget.
Az 1950-es évektől Hevesi Zoltán volt a lelkes színjátszó kör vezetője, rendezője, majd később Bondár Ferenc vette át a rendezést. Minden év május elsején és szeptember elején mutatták be új darabjaikat, nem csak itthon, hanem a környező településeken is. Háromfelvonásos darabokat adtak elő egészen az 1990-es évekig, majd még néhány egyfelvonásos darab bemutatásra került, de lassan megszűnt a színjátszás iránti kedv. 2005-ben újra összeállt egy csapat és bemutattak egy darabot.
1962-ben alakult a citerazenekar, amelynek 12 tagja volt. 1980-ban pedig kiegészültek fiatalabbakkal is. 1974-ben országos díjat is nyertek, 1981-ben pedig televízió szereplésre is felkérték őket. Ma is rendelkezünk egy háromtagú citerazenekarral.
Nagy sikert aratott a fiatal házasok tánccsoportja, akik 1981-ben 2. helyt értek el a Megéneklünk Románia nevű versenyen. Ezen a versenyen különdíjban részesült Kátai Lajos népdalénekes is. Táncaikat bemutatták a szomszédos falvakban is, ahova sokszor lovas kocsival mentek, ilyen alkalmakkor sok vidám történet megesett velük. Például egyszer felakadt a nagybőgő a telefondrótra, máskor pedig csúszós út lévén árokba borultak. Rendszeres résztvevők voltak a Majláti Vasárnapon is, ami a megye legrangosabb eseménye volt és még ma is az. Továbbá eljutottak még Temesvárra, Nagyváradra, Dévára és Körösfőre.
További műkedvelő csoportok is működtek a faluban: ilyen volt a férfikórus, furulyazenekar, és az 1980-as évektől működő moderntánc csoport is. Többször is továbbjutottak versenyeken, ami nem volt kis erőfeszítés. Először helyi verseny volt, majd két község közötti, körzeti, megyei, megyeközi és országos verseny került megrendezésre. Megyeközi versenyre többször is továbbjutottak, például 1984-ben a témás munkatáncukkal.
Folyamatos kultúrmunka folyt és folyik községünkben, az 1990-es, és a 2000-es évek elején is volt moderntánc-csoport Zerinden.
A hagyományápolásnak fontos szerepe van az iskolai Rozmaring kórusnak, amely 1996-ban alakult. A Fazekas Irén tanárnő vezette kórus fellépett Nagyszalontán, Nagyváradon, Aradon, Simonyifalván, Sarkadon, Kisiratoson, Köröskisjenőben, Kőrösfőn, Túrkevén, Debrecenben és a minden évben megrendezett Erdőháti Napokon.
2000-ben újra éledt a néptánc iránti vágy, ezért megalakult az Ibolya néptánc együttes, ami fiatal menyecskékből állott. Ekkor készített a Pro-Zerind egyesület számukra 10 új népviseleti ruhát. 2004-ig maradt fent az Ibolya, amely ez idő alatt öt táncot tanult be. A bemutatkozó táncainkat, a Guzsalyos és Fergeteges táncot, Csáky Barna tanította be. Majd érkezett egy békéscsabai tánc tanárnő, Kurtucz Borbála, akitől elsajátították a Karikázót és a Szakácsnék táncát. A Dunántúli ugróst Szívós László, simonyfalvi néptáncos tanította be.
A Pro-Zerind civil szervezet kapcsolatban áll az Annecy le Vieux- Romanie francia egyesülettel, akik pénzbeli segítséget nyújtanak. A pénzt a tagok a kultúrotthon, annak konyhája, és mellékhelyiségei felújítására költik. Genevieve Heninottot, a baráti társaság elnökét 1994-ben Zerind díszpolgárának avatták fel. Ők finanszírozzák a Nyugdíjas Liga karácsonyi csomag osztó akcióját is. A Nyugdíjas Liga 70 taggal büszkélkedhet, melynek elnöke Szilágyi Gyula. Az ő rendezésében kerül sor minden évben a nyugdíjasok sakk versenyére.
A képtár alapításának ötlete Fazekas József tanárúrnak köszönhető. 1974. május 18-án megnyitják Nagyzerinden az ország első állandó jelleggel működő falusi képtárát. A képtár létrehozásában nagy szerepe volt Kusztos Endre, Gámentzy Zoltán festőművészeknek, Elekes Vencel műgyűjtőnek és Cseke Péter újságírónak. Sorra érkeztek a felajánlások, a megnyitóra már 77 művész, 118 alkotását csodálhatták meg a kíváncsiskodók. Ám ez a kezdeményezés nem volt ínyére a román kommunista hatalomnak. Megtörtént, hogy egy képzőművész kiállításainak felsorolásából kihúzták a zerindi tárlatot, máskor pedig az állambizottság emberei hurcolták meg azt a művészt, aki felajánlást tett a képtárnak.
Történt egyszer, hogy a képtár megnyitásának első évfordulóján újabb felajánlás érkezett. Fazekas József Nagykárolyba és Szatmárnémetibe akart utazni a képekért, ám az indulás napján „váratlanul” értekezletre hivatták be Aradra. Helyette elindult két másik tanár, Csáky Barna és Bondár Ferenc. Be sem érkeztek Szatmárnémetibe egy beszédes férfi kéredzkedett fel az autóba, később kiderült róla, hogy a román állambizottság embere. Ez a kísérő velük tartott Sándorhomokra, ahol megszálltak a tanárok. Aznap kaptak is Szatmári Ágnes művésznőtől két festményt. Reggel felkeresték Erdős I. Pál műtermét, amit már megszálltak a katonák, így kép nélkül távoztak onnan. Kifelé jövet egy polgári ruhás titkos rendőr állta útjukat, és átkutatta csomagtartójukat és elkobozta a Szatmári féle festményeket. Egyiküket a kocsinál tartották, másikukat bezárták egy cellába. Délután kihallgatták őket, és a tiszt közben végig azt hajtogatta, hogy ez egy „magyar akció”. Elengedték őket, de meghagyták, hogy 5 órakor jelentkezzenek be az aradi Securitate irodájában.
Előbb egy terepjáró, majd egy piros Dacia gépjármű, Bihar megye határát elhagyva pedig egy fehér követte őket. A helyzet tisztázása végett a megyei pártinstruktorhoz fordultak, de onnan azt a választ kapták, hogy más falukban nincs képtár és azokat a tanárokat nem is zaklatják. Tehát számolják fel a képtárukat, ha békében akarnak élni. A képtárat nem számolták fel, csak óvatosabbak lettek ezen túl. 1989-es rendszerváltás után aztán végre fellélegezhettek. Azóta ötször rendezték meg Zerindi Festőtábort. Augusztus második hetében megrendezett tábor, kb. 20 festőt fogad, akik munkájukból itt hagynak a képtár részére, így folyamatosan gazdagodhat annak anyaga. Zerindi festők Siska-Szabó Hajnalka és Kocsis Róbert.
A július utolsó hétvégéjén megrendezett Zerindi Napok műsorából nem hiányzik a néptánc, népdaléneklés, foci és koncert sem.
Egy másik nagy sikerű rendezvény az immár hagyománnyá vált fogathajtás. A fogatosok a környékbeli falvakból érkeznek, de részt vesz a versenyen a szalontai és a sarkadi lovas klub is. A versenyzők már péntek délután megérkeznek, és ilyenkor kerül sor a toborzásra is. Zerind és Gyarmat utcáit végigjárva, zenekari kísérettel csalogatják a másnapi versenyre az embereket. Másnap, szombaton aztán sor kerül előbb az akadályhajtásra, majd a vadászhajtásra is. Zerindet rendszerint ifj. S.Gál Ferenc képviseli, aki más falvakba is eljár fogathajtó versenyekre. Kuriózumnak számít Gál Sándor bácsi tehénfogata, ami rendszeres szereplője a felvonulásoknak.

## Sport
Írásos emlékeink ugyan nincsenek róla, de az öregek emlékezetéből tudjuk, hogy már az 1920-as években már divatos játéknak számított a labdarúgás, melyet az Aradon dolgozó, zerindi munkások honosítottak meg a faluban.
Pár év alatt megalakult Nagyzerind csapata, amely 1930-ban Borosjenővel is játszott. A csapat érdekessége Szigeti Böske középpályás játékos volt.
A második világháborút követően, az 1940-es évek végén alakult újjá a csapat és izgalmas villámtornákon Erdőheggyel, Simonyifalvával, Vadásszal, Mezőbajjal és Tamáshidával mérkőztek. 1959-ben eljutottak a csegédi pályán rendezett villámtornára is, ahova a román élsportolók jártak edzőtáborozni.
Aztán az 1960-61-es évadban a Zerindi Haladás, zöld- fehér csapata megnyerte a Körös rajoni bajnokságot. Ez számított a falu labdarúgásának történetében a csúcsnak. A legendás aranycsapatunk felállása a következő volt: Sándor József II, Berki János,
G. Sándor András, Sándor József I, Mátyási Lajos, Bogya György, Szilágyi Gyula, Paul Ionel, Csanádi Lajos, Nagy Imre és Szabó Lajos.
Minden meccsre 200-300 szurkoló kísérte el őket, és meccseiken a következő buzdító sorokat kiabálták:
A zerindi gyerekek

egytől egyig híresek,

és lőnek, mint a fergeteg,

mert fenegyerekek!
1962-63-ban már erősítették a csapatot más falubeli játékosokkal is, mégsem tudták megnyerni a bajnokságot. Az 1970-es, ’80-as és ’90-es években a csapat már nem ért el kimagasló eredményeket, de a környékbeli villámtornán mindig részt vettek.
2005-től megint megpróbáltak az élvonalba jutni, jelenleg játékosaik részt vesznek a Megyei Bajnokságon, inkább kevesebb, mint több sikerrel. Igaz, a játékosok többsége a szomszédos falvakból igazolt le.
2006-ban rendbehozták a focipályát, körbekerítették, és öltözőt is kaptak a játékosok.